# McDonnell Douglas MD-11
Dimensions
Le McDonnell Douglas MD-11 est un avion tri-réacteur long-courrier du constructeur aéronautique américain McDonnell Douglas.
Le MD-11 est le successeur du long-courrier DC-10, dont il est une version allongée de 5,6 mètres et plus performante grâce à ses nouveaux moteurs et diverses améliorations, dont ses ailettes de bout d'aile et son cockpit à l'avionique moderne (glass cockpit) qui permet l'économie d'un poste de mécanicien navigant. 
Son 1er vol eut lieu le 10 janvier 1990 avant sa mise en service par Finnair le 20 décembre 1990. Sa production cessera en 2000 après 200 exemplaires fabriqués et la livraison du dernier modèle à Lufthansa Cargo le 22 février 2001.

## Historique
Le MD-11 a été lancé le 30 décembre 1986 avec des commandes fermes pour 52 avions et 40 options d'achat provenant de douze clients : Alitalia, British Caledonian Airways, Federal Express, Finnair, Korean Air, Swissair, Thai International, VARIG, et Scandinavian Airlines - tous utilisateurs du DC-10 ; ainsi que la compagnie Dragonair et les sociétés de locations Guinness Peat Aviation et Mitsui. L'assemblage du premier exemplaire a commencé le 9 mars 1988 et le vol inaugural a eu lieu le 10 janvier 1990. Certifié le 8 novembre 1990, la première livraison eut lieu le 7 décembre de la même année à Finnair pour une mise en service le 20 décembre 1990. 
Après avoir racheté Mc Donnell Douglas en 1997, Boeing annonça la fin de la production du MD-11 en juin 1998. Il fut d'ailleurs dit que retirer le MD-11 du marché pour vendre plus de Boeing 777 était l'une des motivations de ce rachat. Au total, 200 exemplaires ont été produits jusqu'en 2000. Les deux derniers appareils construits sont sortis des chaines d'assemblage de Long Beach en juin et septembre 2000 et ont été livrés à Lufthansa Cargo en février et janvier 2001 respectivement. La plupart des MD-11 sont désormais convertis pour être utilisés dans le transport de fret. Dans cette version, le MD-11 est capable de transporter près de 92 tonnes de marchandises sur 7 310 kilomètres. Il offre un volume de chargement de 447 m3 en cabine principale et 194 m3 en soute.
Les avions civils de la famille MD-11 furent produits à Long Beach en Californie par McDonnell Douglas — par la division Douglas Products de Boeing Commercial Airplanes. Il est le seul avion de ligne triréacteur à large cabine qui dispose d'un système automatique avancé qui réduit de façon certaine le travail des pilotes.
Boeing, pour remplacer les MD-11 en fin de vie, lance le B777-200LRF (Long Range Freight) qui permet d'avoir un rayon d'action supérieur à 9 000 km et qui a été commandé par Federal Express à 15 exemplaires plus 15 options. Cette version fret est dérivée du B777-200LR.

## Caractéristiques

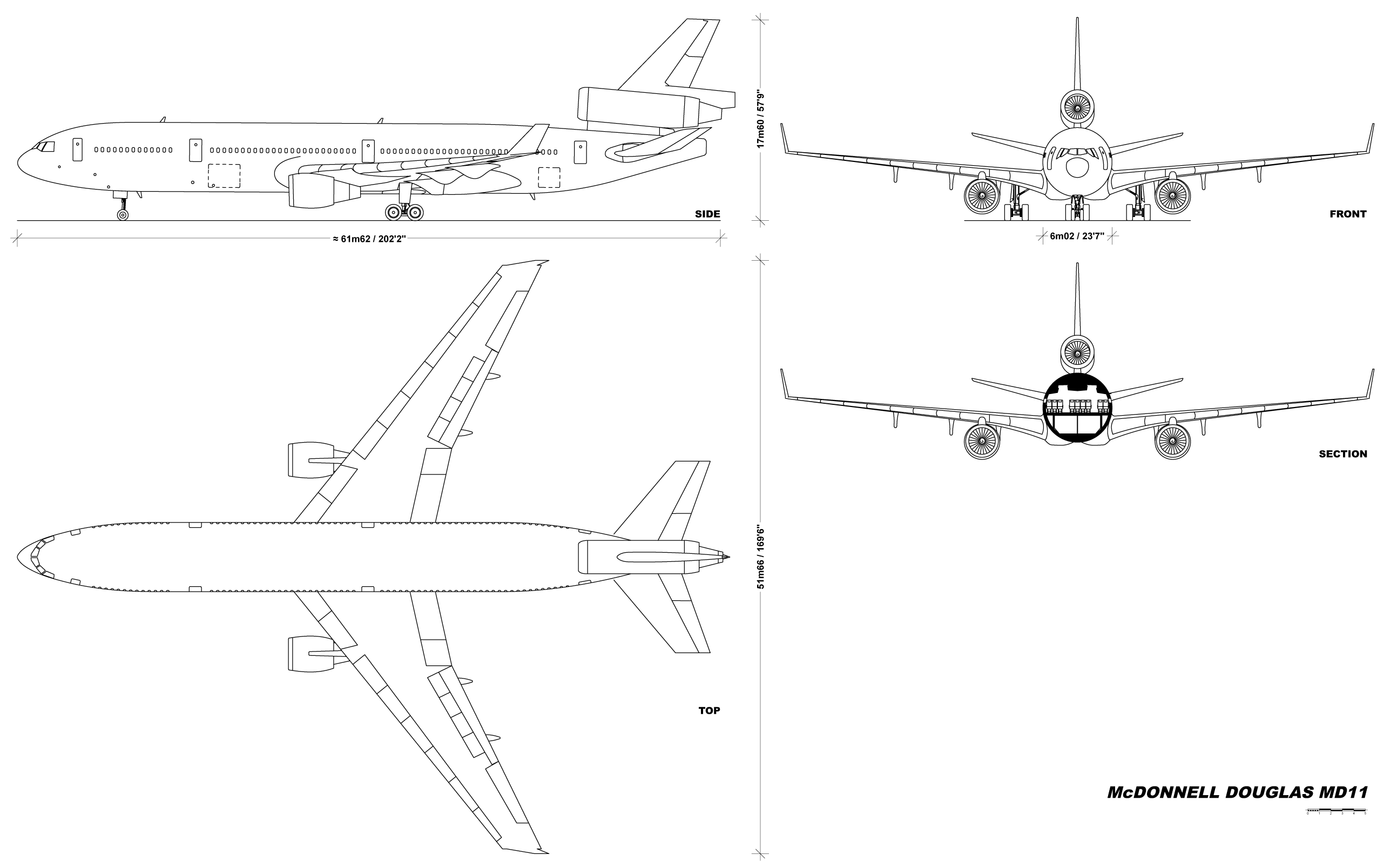
Planche architecturale du MD11.

Le MD-11 existe en cinq versions différentes : passagers (131) ; CF - convertible passagers/fret (6) ; C - combi passagers et fret (5) ; ER - version passagers à rayon d'action accru (5) et F - fret (53).
Les capacités en sièges vont de 285 passagers dans un aménagement à trois classes jusqu'à 410 dans une classe économique unique.
Le rayon d'action du MD-11 de base, opérant à la masse maximale au décollage de 273,29 tonnes est d'environ 7 630 milles marins (12 270 km) avec 285 passagers et leurs bagages. La version ER, avec un réservoir supplémentaire de kérosène et soulevant 285,99 tonnes a une portée d'environ 13 270 km. Il peut monter jusqu'à une altitude de 13 100 m.
Il peut atteindre une vitesse maximale de 954 km/h (Mach 0,87). Il a une vitesse de décollage de 340 km/h et une vitesse d'atterrissage de 274 km/h car pour limiter la consommation de kérosène, McDonnell douglas a équipé le MD-11 d'une petite queue. Mais il faut donc une vitesse d’atterrissage élevée. 
Trois moteurs, General Electric CF6-80C2, Pratt & Whitney 4460 ou 4462, étaient disponibles pour le MD-11. Le MD-11 mesure 61,2 m de long (c'est-à-dire 5,66 m de plus que le précédent DC-10 triréacteur et transporte environ 50 passagers de plus).

## Les compagnies aériennes et le MD-11

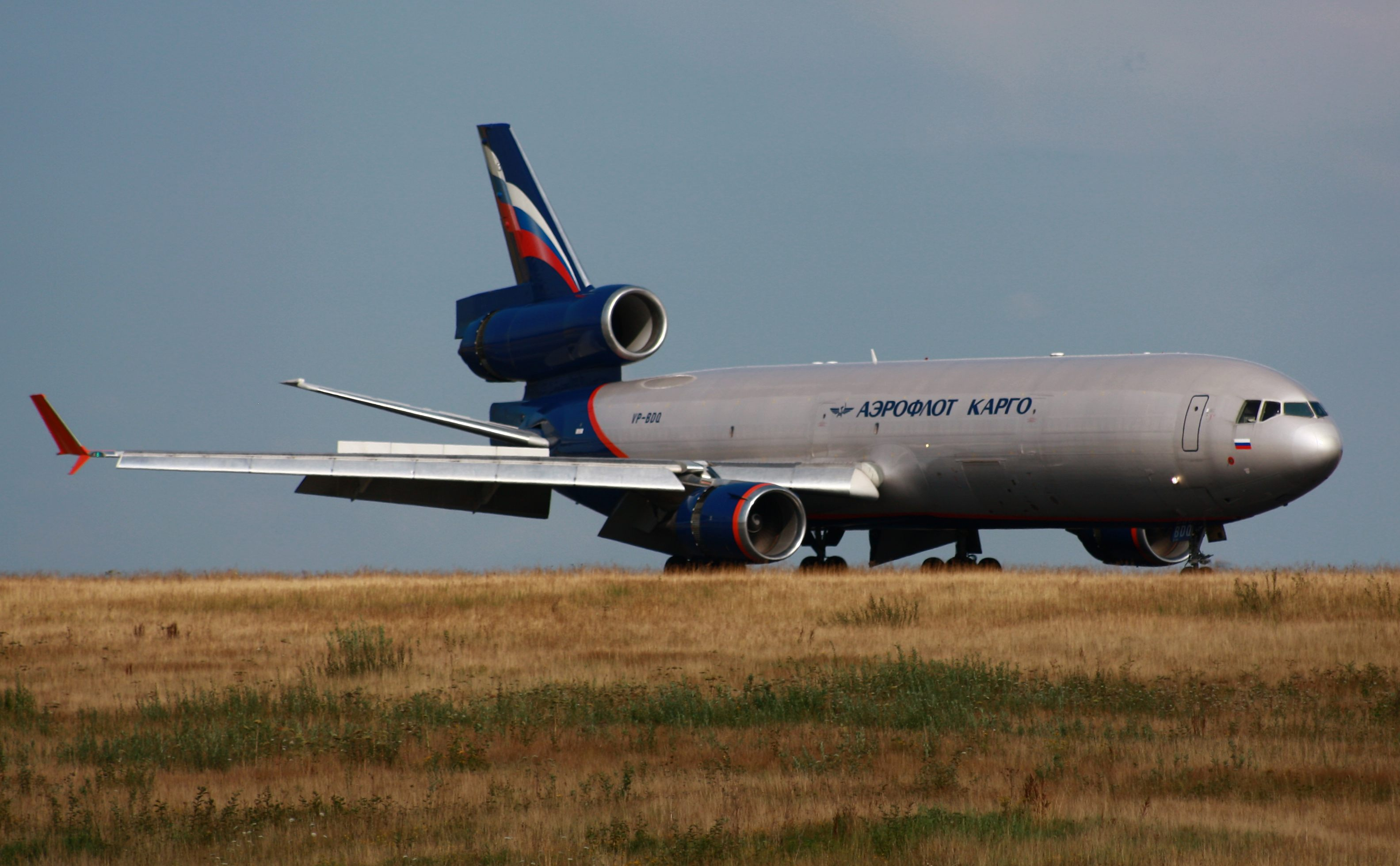
MD-11F de la Aeroflot-Cargo.

Entre 1990 et 2001, des MD-11 ont été livrés par McDonnell Douglas/Boeing aux clients suivants : Alitalia ; American Airlines ; China Airlines ; China Eastern Airlines ; CityBird ; Continental Airlines ; Delta Air Lines ; EVA Air ; FedEx ; Finnair ; Garuda Indonesia ; Japan Airlines ; KLM Royal Dutch Airlines ; Korean Air ; LTU ; Lufthansa Cargo ; Martinair ; Saudi Arabian Airlines ; Gouvernement d'Arabie Saoudite ; Swissair ; Thai Airways International ; Varig ; VASP et World Airways.
En janvier 2007, Finnair, KLM Royal Dutch Airlines, le gouvernement d'Arabie Saoudite, TAM Linhas Aéreas, Varig et World Airways possèdent des MD-11 en version passagers tandis que des MD-11F (fret pour cargo) sont utilisés par Alitalia, China Cargo Airlines (en), EVA Air Cargo, FedEx, Gemini Air Cargo (en), Lufthansa Cargo, Martinair, Saudi Arabian Airlines, Transmile Air Service, United Parcel Service, Varig et World Airways.
American Airlines et Delta Air Lines ont utilisé leurs MD-11 pour les vols intercontinentaux vers l'Asie, l'Europe et l'Amérique du Sud durant les années 1990, et jusqu'en janvier 2004 pour Delta. Ces compagnies ont depuis vendu leur flotte à FedEx et United Parcel Service. 
Swiss International Air Lines a retiré ses MD-11, vieux de 13 ans. Elle les a remplacés par des A340 d'Airbus. Le dernier vol d'un MD-11 aux couleurs de Swiss a eu lieu le 31 octobre 2004 avec un vol Chicago - Zurich. Ces MD-11 ont été vendus à Air Namibia, FedEx, Martinair ou encore Varig.
TAM a rendu son dernier MD-11 le 13 décembre 2008 sur le vol JJ 8097 CDG-GIG, effectué par le PT-MSJ. Le PT-MSH a quitté TAM en novembre 2008 et est chez FedEx immatriculé N573FE. Le PT-MSI a quitté TAM en septembre 2008 et est chez Ethiopian Airlines immatriculé ET-AML. Le PT-MSJ a quitté TAM en décembre 2008 et est chez FedEx immatriculé N572FE.

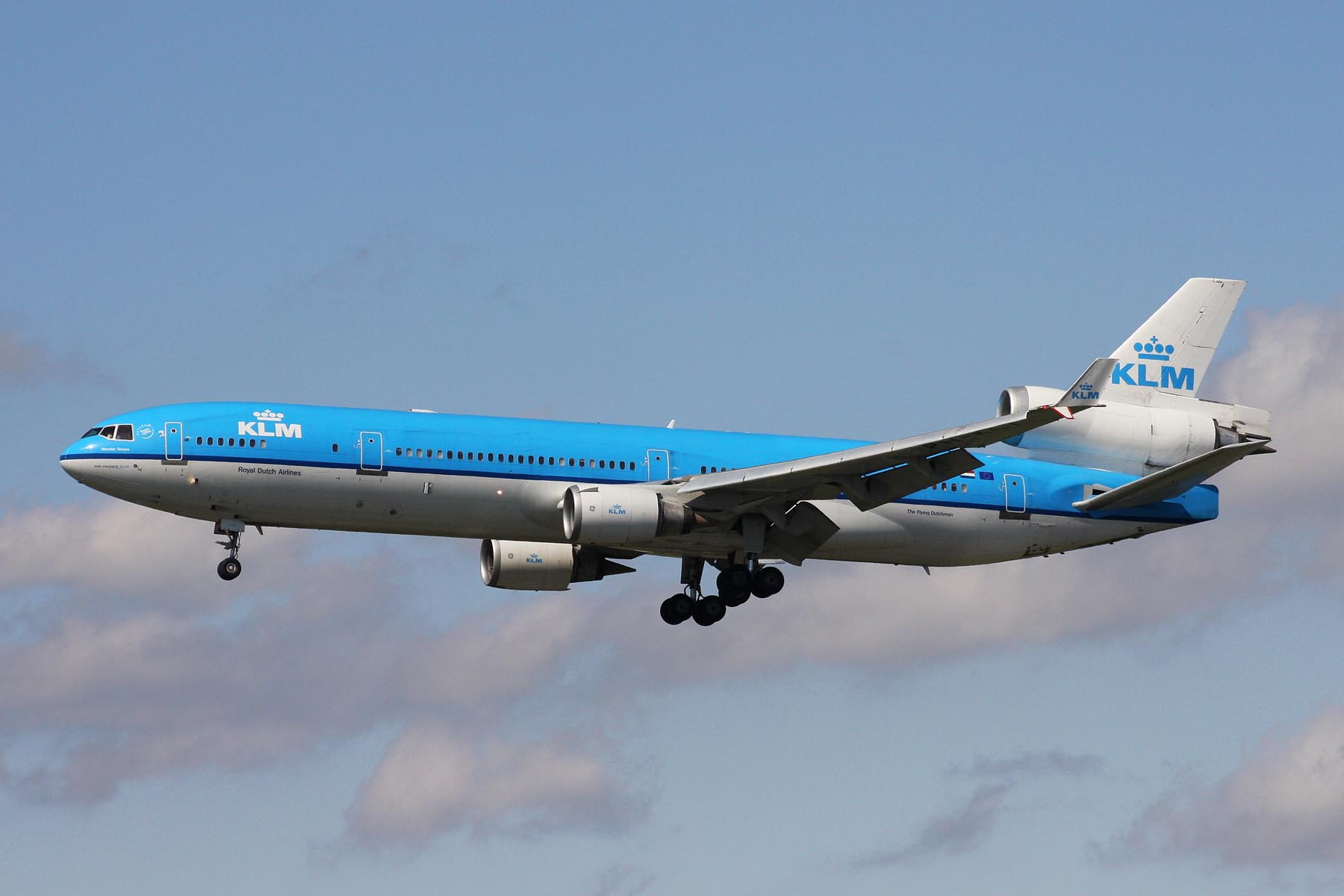
MD-11 PH-KCI de KLM en mai 2009, l'un des derniers appareils en exploitation en version passagers.

KLM a retiré ses derniers MD11 le 11 novembre 2014 lors de vols d'adieux à Amsterdam-Schiphol avec PH-KCD. Les derniers vols commerciaux furent opérés le 25 et 26 octobre 2014, sur les lignes Amsterdam-Toronto et Amsterdam-Montréal avec PH-KCB et PH-KCE. Ses trois derniers MD11 ont tous été retirés à Victorville et Mojave. KLM fut donc le dernier exploitant du MD11 passagers.
En juillet 2017, 120 appareils sont en service, tous utilisés comme avions cargo. Les principaux utilisateurs sont FedEx et UPS qui exploitent respectivement 57 et 37 appareils.

## Accidents
Le 6 avril 1993, le vol China Eastern Airlines 583, reliant Shanghai à Los Angeles, est victime d'une perte de contrôle en vol, au-dessus de l'océan Pacifique, près des îles Aléoutiennes, causée par le déploiement accidentel des becs de bord d'attaque en plein vol par un des membres d'équipage. On compte 2 morts et 156 blessés parmi les 255 personnes à bord.
Le 31 juillet 1997, le vol FedEx Express 14 s'est écrasé sur la piste 22R de l'aéroport de Newark. L'avion a heurté violemment la piste puis a rebondi, entraînant un impact entre l'aile droite et le sol. L'avion a fini par se retourner et a pris feu à cause du choc. Les deux pilotes et les trois passagers à bord sont sortis indemnes de cet accident lié à une erreur de pilotage.
Le vol Swissair 111, qui s'est écrasé le 2 septembre 1998, était assuré par un MD-11. Il s'agissait du HB-IWF baptisé « Vaud ». Il reliait New York à Genève. L'accident s'est produit au large d'Halifax, Canada, à cause d'un feu survenu dans le cockpit. Il n'y aura aucun survivant parmi les 229 personnes à bord. L'avion a été pulvérisé lors du contact avec l'océan.
Le 15 avril 1999, le vol Korean Air Cargo 6316, reliant Shanghai à Séoul, s'est écrasé dans une zone industrielle à 10 kilomètres au sud-ouest de l’aéroport international de Shanghai Hongqiao, faisant	8 morts, dont 5 au sol. L'enquête a montré que le copilote a confondu 1 500 mètres (l'altitude voulue) avec 1 500 pieds, amenant le pilote à prendre la mauvaise décision de descendre.
Le 22 août 1999, le vol China Airlines 642, reliant Bangkok à Taipei, s'est écrasé lors de l'atterrissage, pendant une tempête tropicale, à l'aéroport international de Hong Kong ou il faisait escale. On compte 3 morts et 208 blessés parmi les 315 passagers et membres d'équipage à bord.
Le 17 octobre 1999, le vol FedEx Express 87 en provenance de Shanghai, est sorti de la piste et s'est écrasé dans les eaux de la baie de Subic, lors de son atterrissage à l'aéroport international de Subic Bay, aux Philippines. Les deux pilotes, les seuls occupants de l'appareil, ont réussi à s'extraire de l'épave, avec seulement des blessures mineures, et ont finalement été secourus.
Le vol FedEx Express 80 s'est écrasé à l'aéroport international de Narita, Japon, le 23 mars 2009 alors qu'il atterrissait dans des conditions délicates à cause du vent. L'avion a heurté violemment la piste puis a rebondi, entraînant un impact entre l'aile gauche et le sol. Un feu s'est alors déclenché et l'avion s'est retourné à cause du choc. L'avion s'est alors arrêté juste avant la fin de la piste. Les deux pilotes furent tués,. Cet accident présente de nombreuses similitudes avec celui du vol 14 FedEx Express.
Le 28 novembre 2009, le vol Avient Aviation 324, un MD-11F (fret) de la compagnie Avient Aviation (en), immatriculé Z-BAV, s'est écrasé pendant son décollage de l'aéroport international de Shanghai-Pudong,à 8 h 12 heure locale. Trois des sept membres d'équipage ont péri dans l'accident,.
Un MD-11F (fret) de la Lufthansa s'est écrasé à l'atterrissage à Riyad, capitale de l'Arabie saoudite, sans faire de victime, le mardi 27 juillet 2010,.

## Galerie

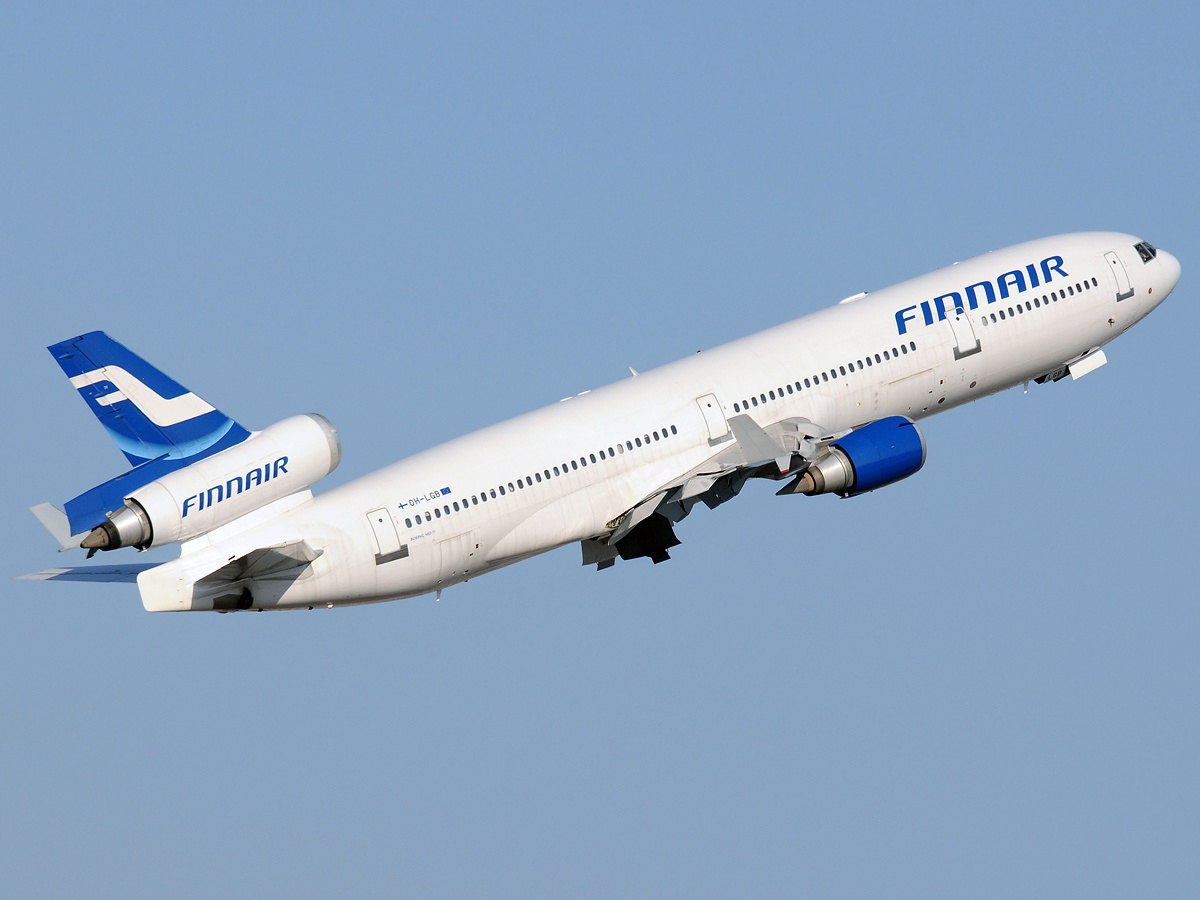
MD-11 de Finnair.
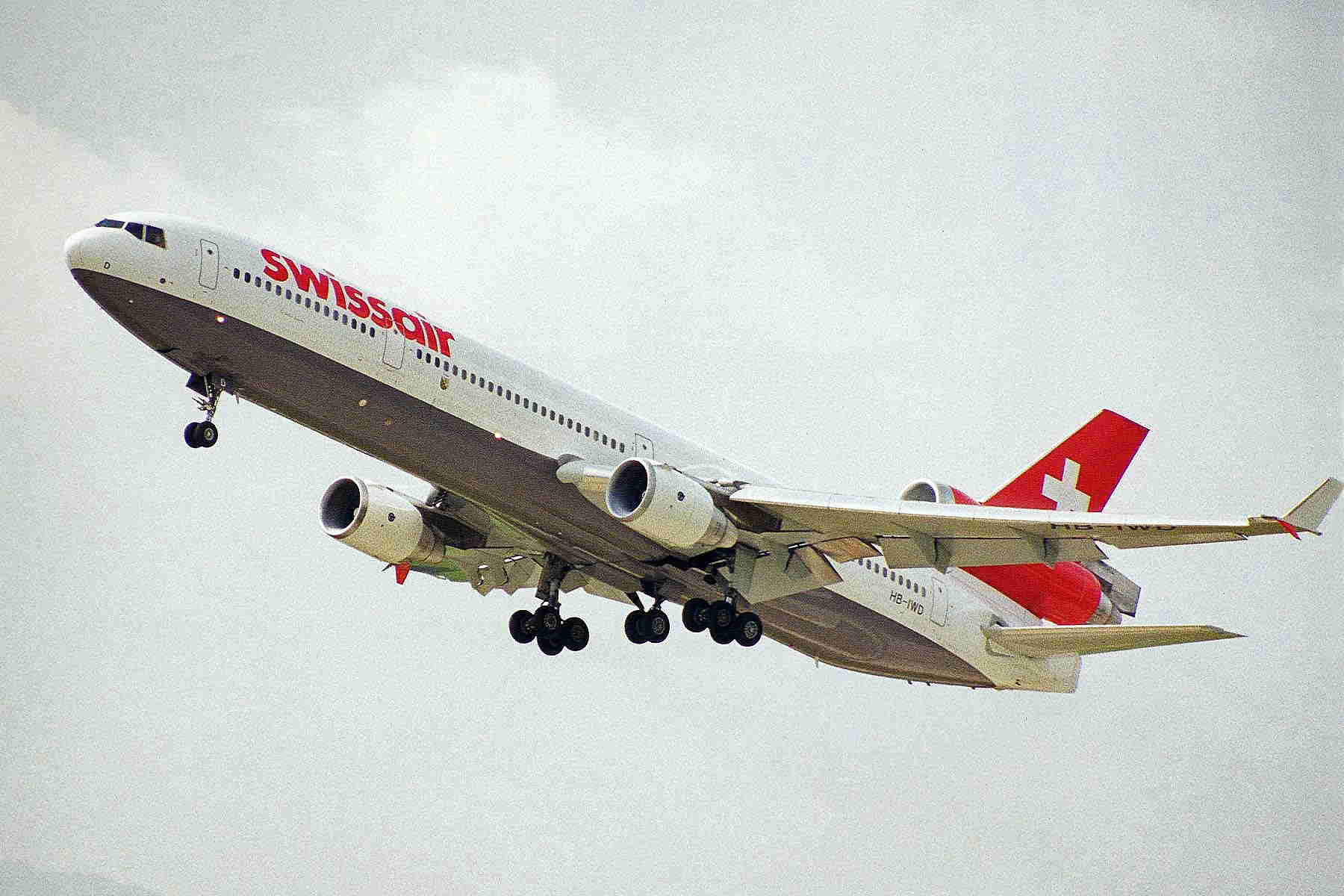
MD-11 de Swissair.
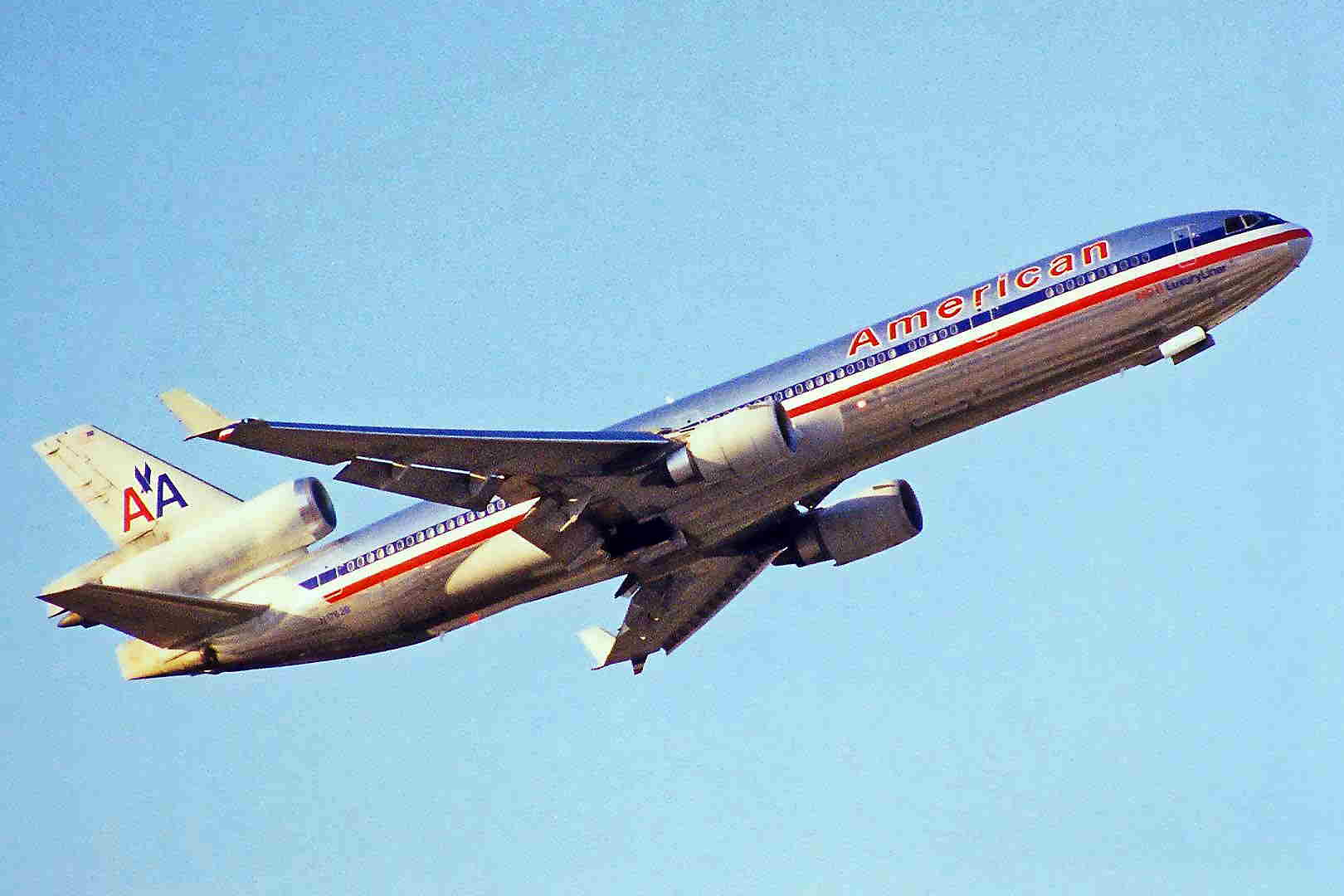
MD-11 d'American Airlines.
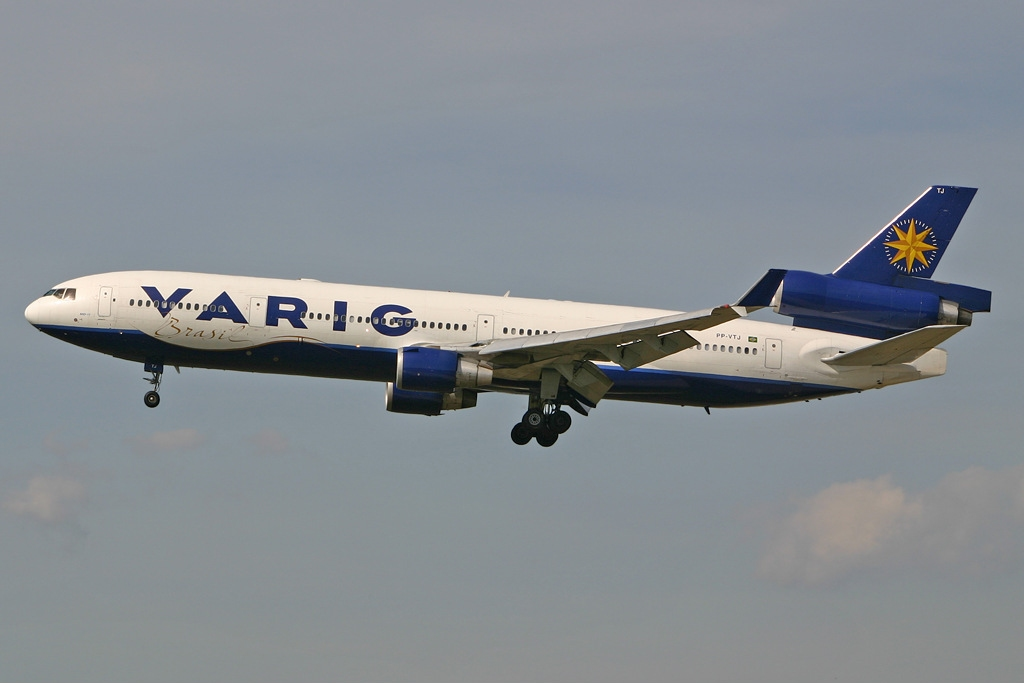
MD-11 de Varig.
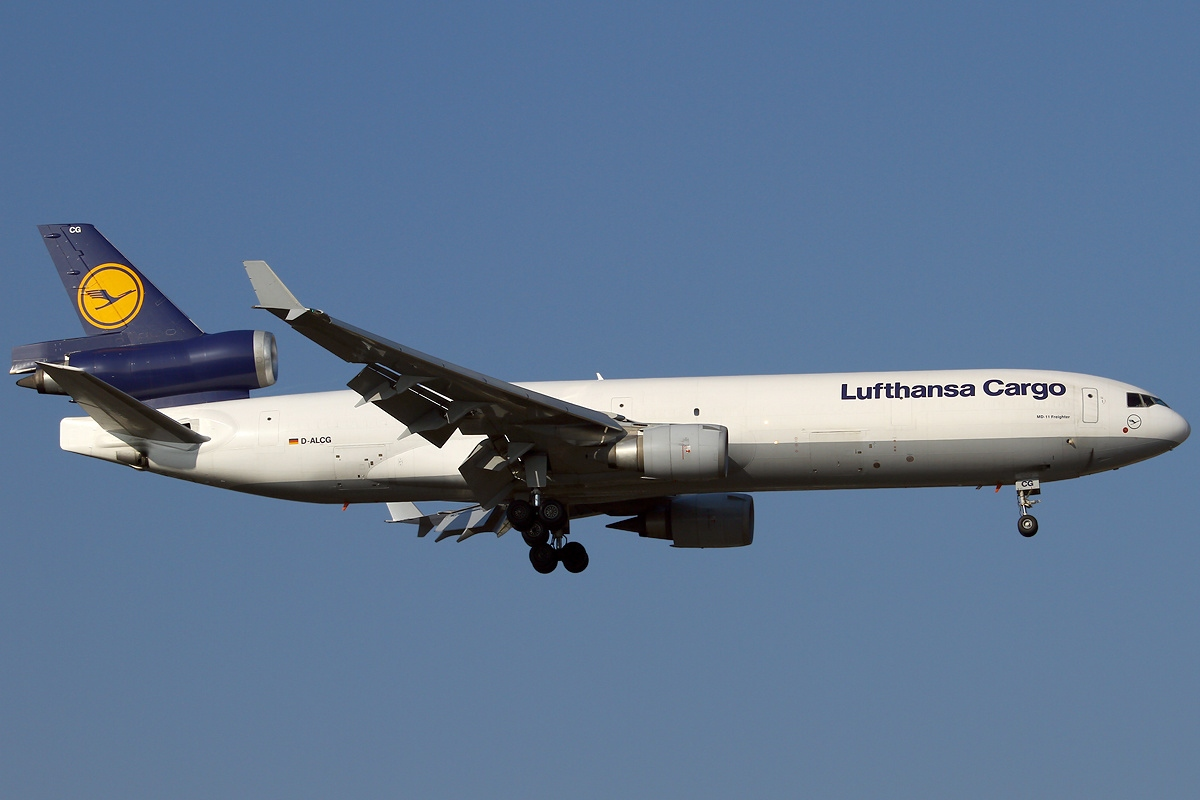
MD-11F de Lufthansa Cargo.
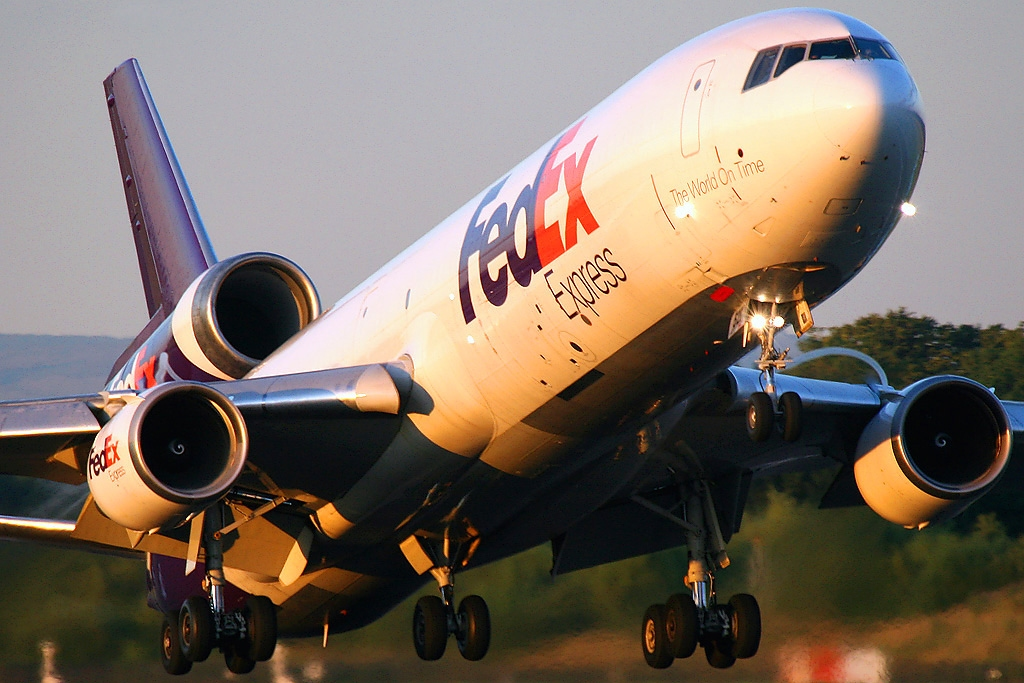
MD-11F de FedEx.